# Erik Dyreborg
Erik Birger Dyreborg geboren als Erik Birger Poulsen (Kopenhagen, 20 januari 1940 – Herning, 12 november 2013) was een Deens voetballer, die ooit in Nederland speelde.
Dyreborg was aanvaller en begon zijn loopbaan in 1958 bij BK Frem en speelde vanaf 1961 tot en met 1968 bij Næstved BK, daarna vertrok hij naar Amerika en ging spelen bij Boston Beacons. Hij scoorde daar 13 keer in 29 wedstrijden en woonde in de buitenwijken van Boston naast zijn Deense teamgenoten Henning Boel, John Steen Olsen en John Petersen.
Na één seizoen verhuisde hij naar Scheveningen en ging spelen voor Holland Sport en weer later naar Avesta in Zweden bij Avesta AIK.
Erik Dyreborg kwam 6 keer uit voor Denemarken en scoorde 8 keer voor zijn land. Op 4 oktober 1967 was Dyreborg erbij toen Denemarken het Nederlands Elftal met 3-2 versloeg in Kopenhagen.
Hij is in 2013 overleden op 73-jarige leeftijd.